# Syryjski Bank Centralny
Syryjski Bank Centralny (arab. مصرف سورية المركزي, Maṣrif Sūriyya al-Markaziyy) – centralny bank Syrii i największy bank w tym kraju.

## Historia

### 1953–2011
Bank został powołany do życia dekretem nr 87 z dnia 28 marca 1953, który to akt prawny regulował również system monetarny Syrii. Działalność banku rozpoczęła się w sierpniu 1956. Głównymi celami stawianymi przed bankiem było: zapewnienie stabilności waluty krajowej, wytwarzanie i dystrybucja banknotów i monet, zapewnienie usług rozliczania, dostarczania statystyk finansowych, służenie jako bankier rządu centralnego, i in.
W 2006 roku bank posiadał 11 oddziałów w miastach: Aleppo, Al-Hasaka, Ar-Rakka, As-Suwajda, Dajr az-Zaur, Dara, Hama, Hims, Idlib, Latakia, Tartus.
Od 12 grudnia 2007 raportował statystyki do Międzynarodowego Funduszu Walutowego w ramach systemu GDDS.

### Od wojny domowej 2011
Rezerwy walutowe banku w 2010 roku wynosiły 934,49 mld funtów syryjskich (tj. ok. 18,5 mld USD), w tym około 25,8 ton złota. W efekcie wojny domowej i sankcji nałożonych przez społeczność międzynarodową spadły one w 2012 roku o połowę (z początkowych 17 mld USD). Anonimowi dyplomaci donosili o próbach sprzedaży rezerw złota po zaniżonych cenach i małymi partiami (20-30 kg). W listopadzie 2011 kontakty z bankiem zerwała Turcja. 27 lutego 2012 Unia Europejska nałożyła zakaz handlu złotem i metalami szlachetnymi, m.in. z bankiem centralnym Syrii. Od czasu wybuchu wojny domowej bank stara się przeciwdziałać skutkom osłabienia kursu funta syryjskiego, którego wartość w stosunku do dolara amerykańskiego spadła od 2011 ponad 10-krotnie (z 47 SYP/USD do 517 SYP/USD).
W lipcu 2012 inflacja szacowana była na 30%.
W kwietniu 2012 budynek banku został trafiony z granatnika przeciwpancernego. W kwietniu 2013 budynek ucierpiał w wybuchu samochodu-pułapki. 10 września 2013, ok. 07:40 rano czasu lokalnego, budynek banku został trafiony dwoma pociskami moździerzowymi. Jeden z nich trafił w dach, drugi – w garaż.
1 sierpnia 2014 bank wyemitował nowy banknot 500 funtowy. 29 czerwca 2015 ogłosił emisję nowego banknotu 1000 funtowego. Nowy banknot o nominale 2000 funtów syryjskich został wyemitowany w lipcu 2017.
14 listopada 2016 Unia Europejska nałożyła sankcję w postaci zakazu wjazdu na teren Unii dla prezesa syryjskiego banku centralnego.
30 grudnia 2024 prezesem banku została Maysaa Sabreen, wyznaczona przez nową administrację syryjską, która przejęła władzę po upadku reżimu Asada. Jest to pierwsza kobieta na tej pozycji, od czasów powstania instytucji.

## Prezesi
Lista prezesów syryjskiego banku centralnego:
1. (1956–1961) Izzat Trabelsi
2. (1961–1963) Mohammed Hosni Al Sawaf
3. (1963–1963) Nourallah Nourallah
4. (1963–1970) Adnan Al Farra
5. (1971–1978) Nasouh Al Dakkak
6. (1978–1984) Rifaat Al Akkad
7. (1984–1987) Hesham Metwally
8. (1987–1995) Mohammed Alsharif
9. (1995–2004) Mohammed Bashar Kabara
10. (2005–2016) Adeeb Mayaleh
11. (2016-2018) Duraid Durgham
12. (2018-2021) Hazem Karfoul
13. (2021-2024) Issam Hazime
14. (2024-) Maysa Sabreen